# Ярмарка Фолсом-Стрит
Я́рмарка Фо́лсом-стрит (англ. Folsom Street Fair) — ежегодный БДСМ-фестиваль, с 1984 года проходящий в Сан-Франциско в последнее воскресенье сентября исключительно на добровольных началах.
Это крупнейшее мероприятие субкультуры БДСМ, безопасное для самовыражения всех альтернативных образов жизни взрослых сообществ, в том числе и гей-лесби-БДСМ. А также выставка секс-игрушек и изделий из кожи для садомазохизма, флагелляции и бондажа. Здесь царит дух веселья, шалостей, флирта и проказ, что традиционно привлекает немалые средства в интересах местных благотворительных организаций.

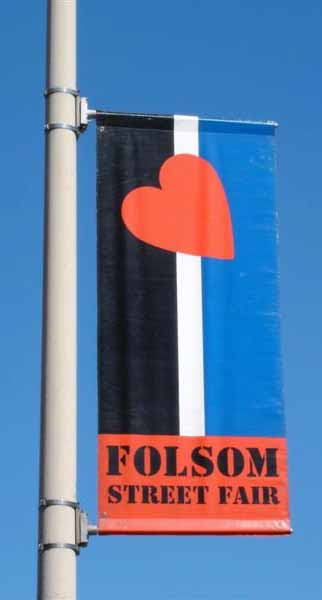

## Предыстория возникновения
Сан-Франциско известен компактным проживанием представителей ЛГБТ-сообщества со Второй мировой войны. Если даже по городу по разным данным доля секс-меньшинств довольно велика: 10—15 %, то согласно данным массовых опросов в районе Кастро — 41 %. Соответственно и концентрация гей-ориентированных заведений здесь повышенная. Но начавшаяся в 1980-х годах эпидемия СПИДа жестоко ударила прежде всего по барам и саунам для «меньшинств». Во имя общественного здравоохранения мэрия Сан-Франциско взялась регулировать их деятельность, вынуждая многие к закрытию. Резкое сокращение привычных мест досуга навело тогда группу активистов на идею проведению уличного благотворительного мероприятия, которое бы стало инструментом для сбора средств и распространению жизненно важной информации (например, относительно безопасного секса). И в последнее воскресенье июля в 1984 году прямо на улице состоялась первая такая ярмарка. Стенды продавцов тогда заняли целый квартал, а на перекрестке 10-й улицы с Фолсом-Стрит соорудили сцену со звуковым оборудованием для танцев. Востребованность у ЛГБТ-сообщества определила коммерческий успех начинания и наглядно показала дальнейшую необходимость в нём. Кстати, именно отсюда стала формироваться культура безопасного секса.

## Современная концепция

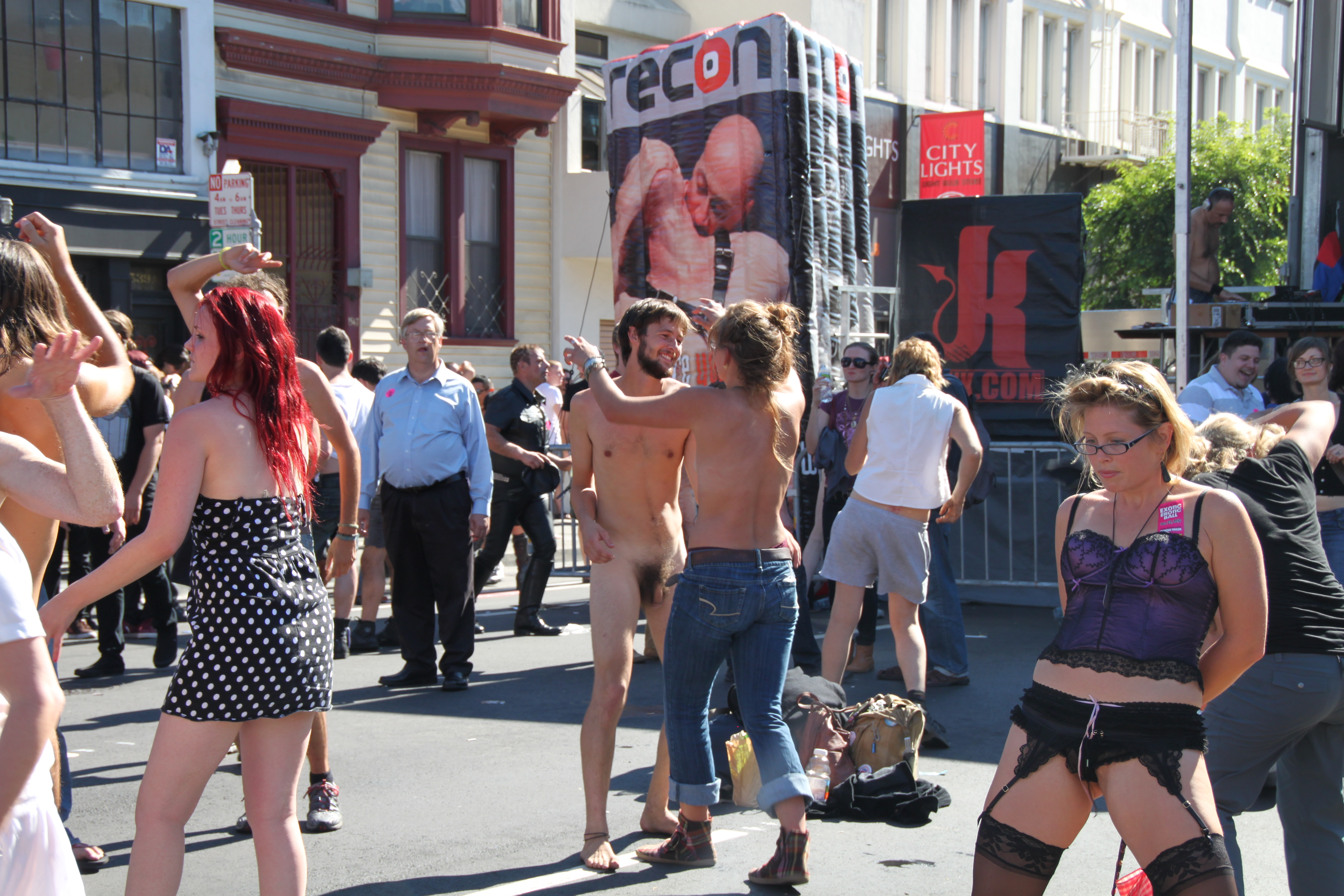
2010

И теперь к назначенному дню сюда отовсюду съезжаются до 400 000 человек, далеко не только из Калифорнии. Мероприятие ныне простирается от 8-й до 13-й улиц через 13 городских кварталов. Повсеместно отсутствует какой-либо дресс код, не табуируется и нагота. Чтобы войти, не нужно ничего платить, хотя пожертвование в размере 10 долларов США даёт скидку 2 доллара с каждой выпивки весь день.
Для собравшихся проходят живые выступления топовых исполнителей электронной и альтернативной музыки, сразу в нескольких местах танцоры в клетках зажигают под хиты раскрученных диджеев, а самые разные производители устанавливают порядка 200 стендов, на которых всё: от ручных кожаных кнутов до красивых латексных платьев и самых последних достижений БДСМ-атрибутики. Тут же для всех желающих более опытные проводят безопасные демонстрации фетиш-снаряжения в действии.
Оценить масштаб праздника можно по ролику от агентства Folsom Street Events (FSE), с 2003 года оно проводит подобные мероприятия в Торонто (Канада) и Берлине (Германии), а также другие вечеринки и БДСМ-шоу.

## Фотогалерея

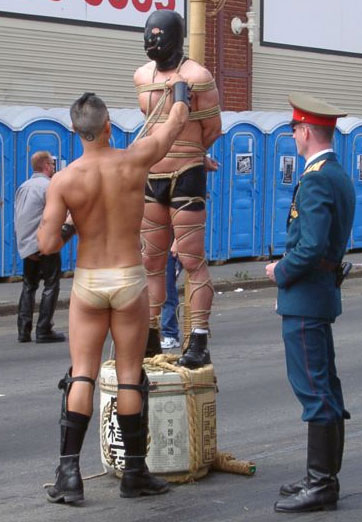
2003
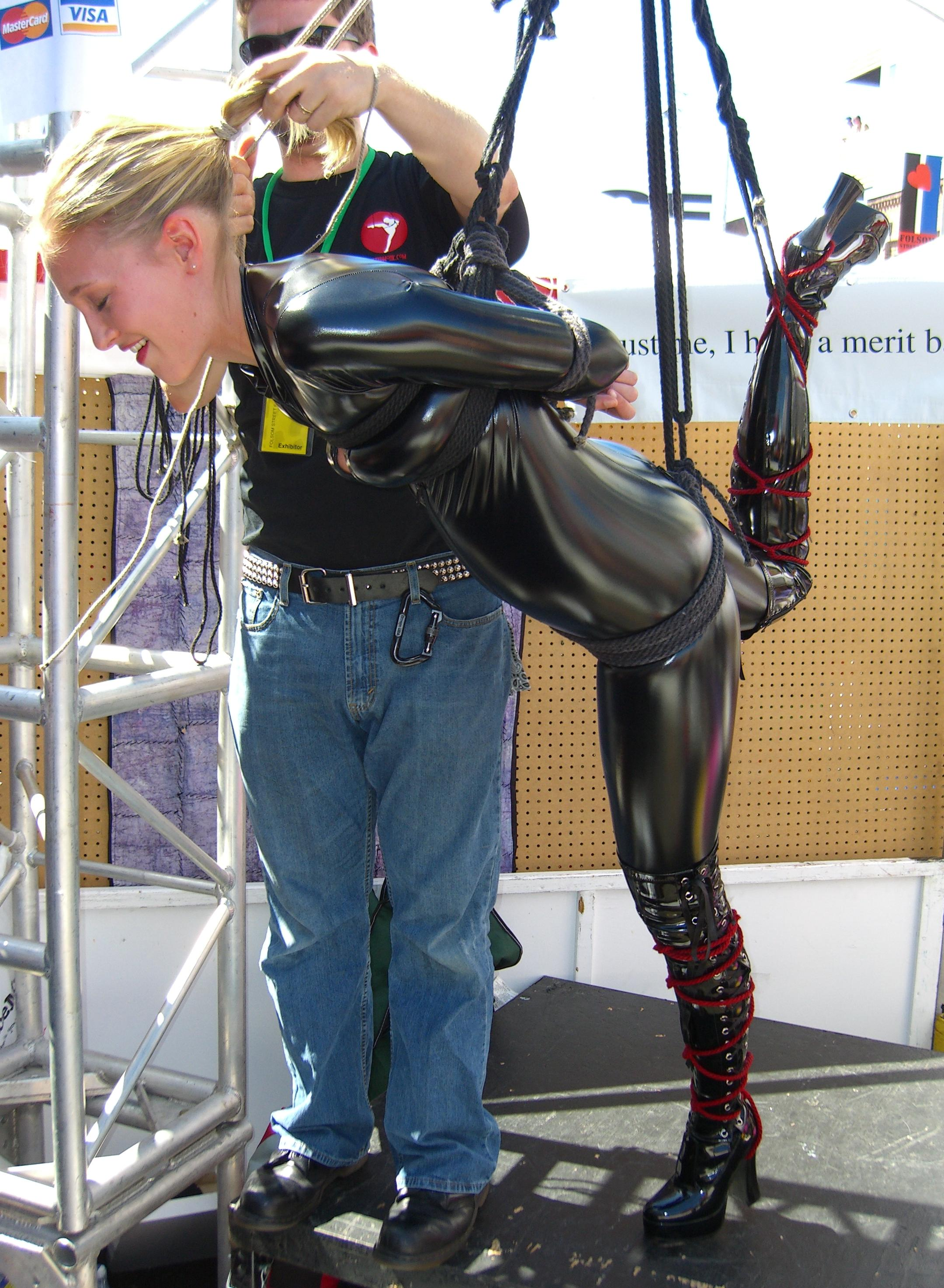
2005
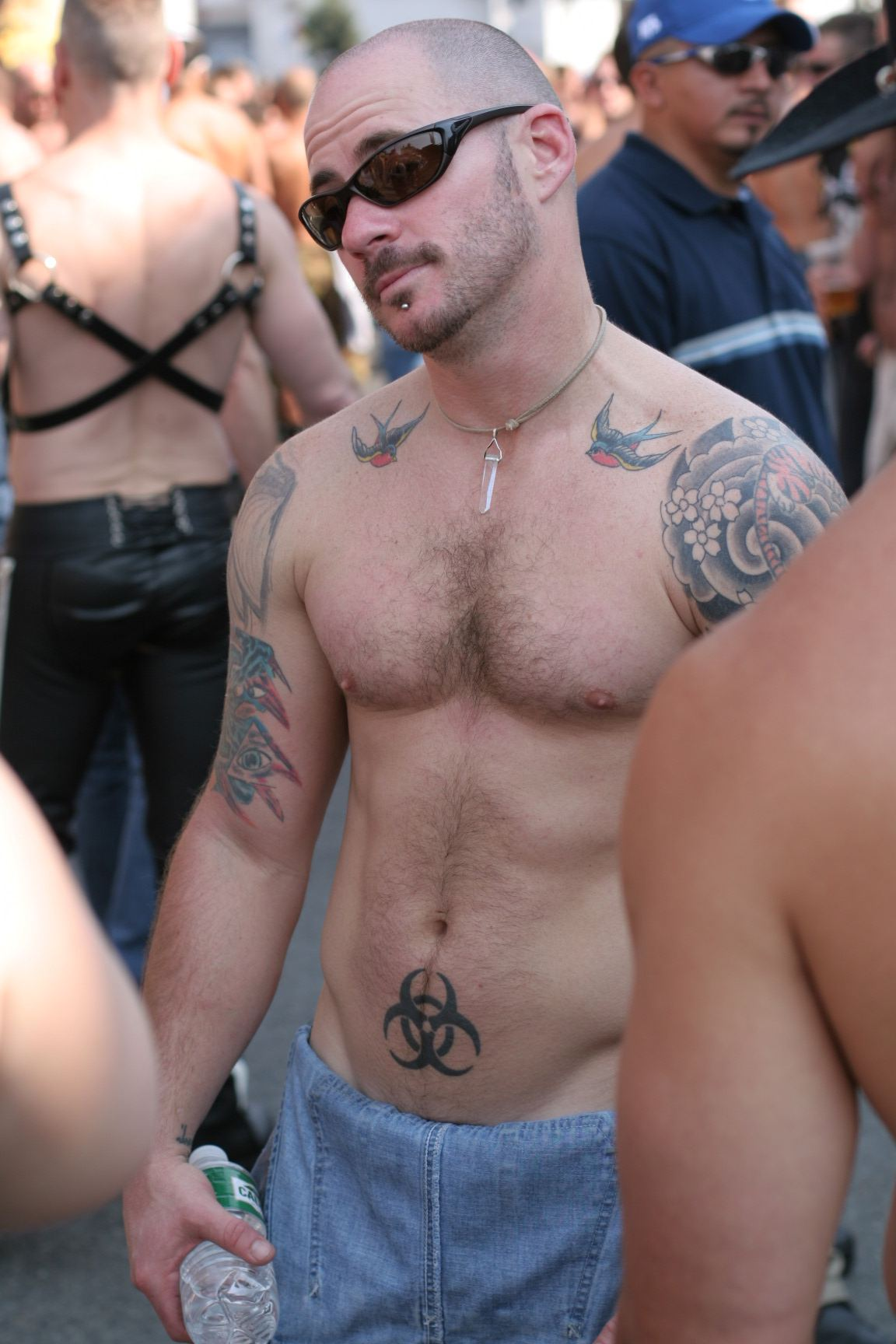
2007
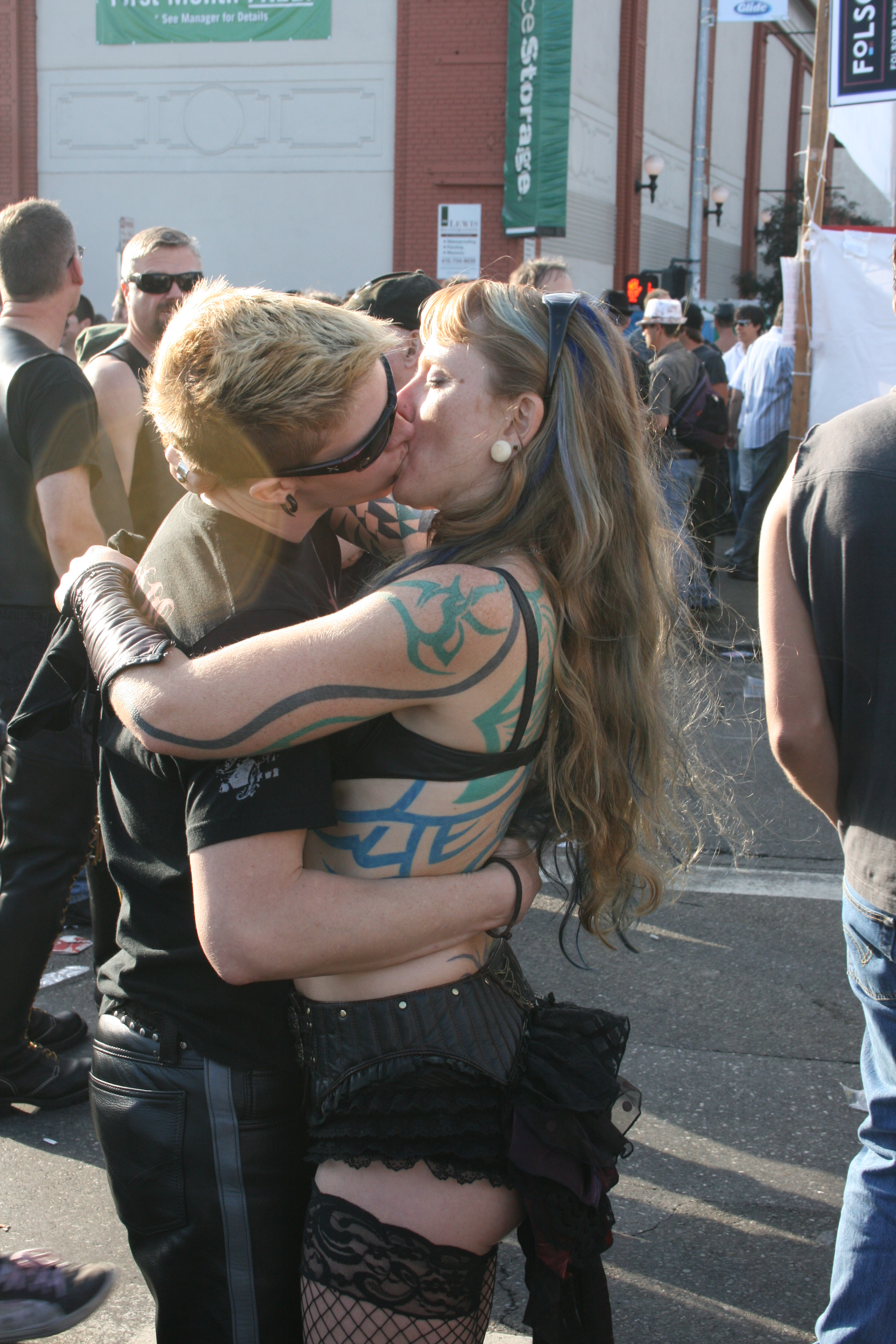
2008
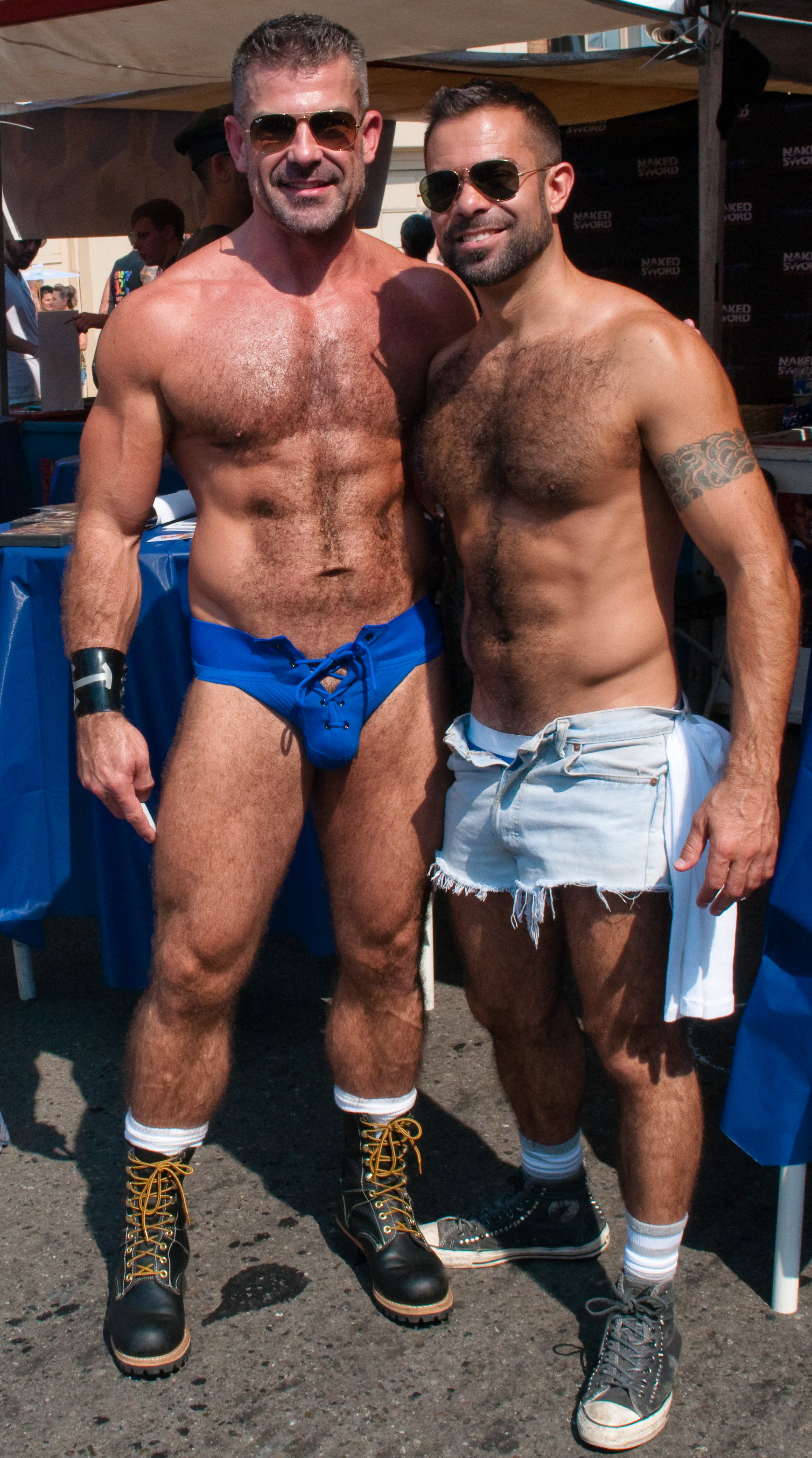
2009
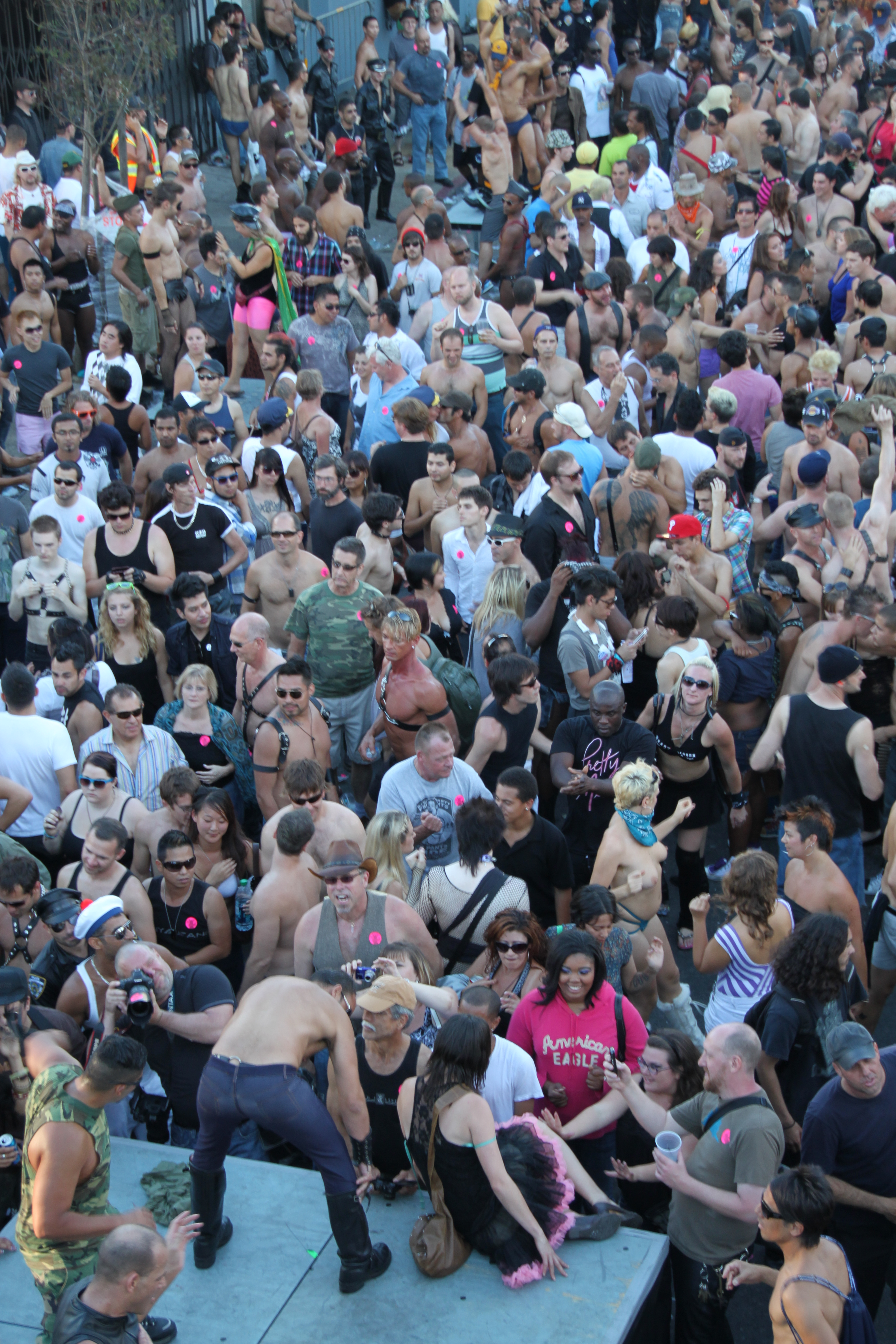
2010
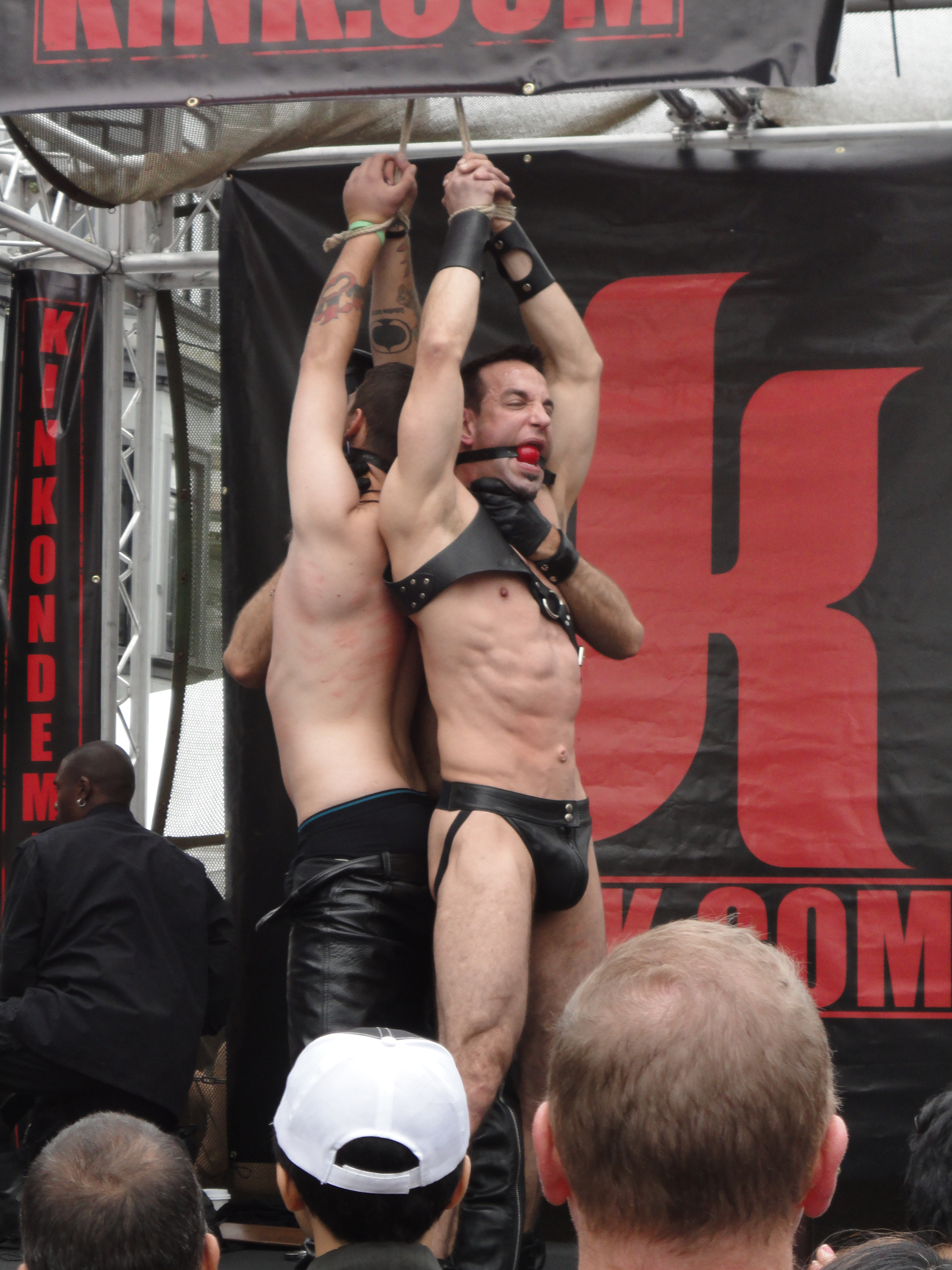
2011
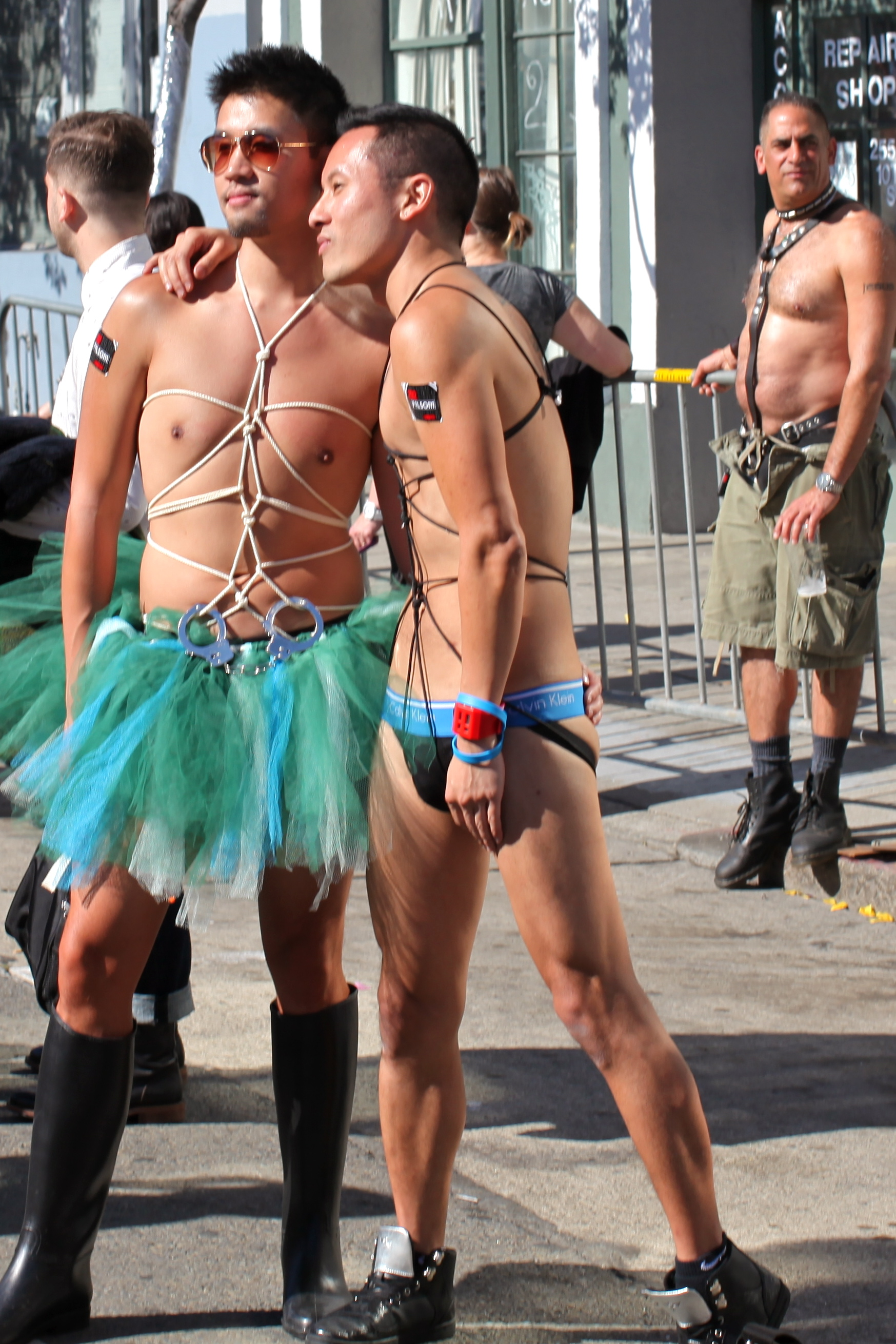
2012
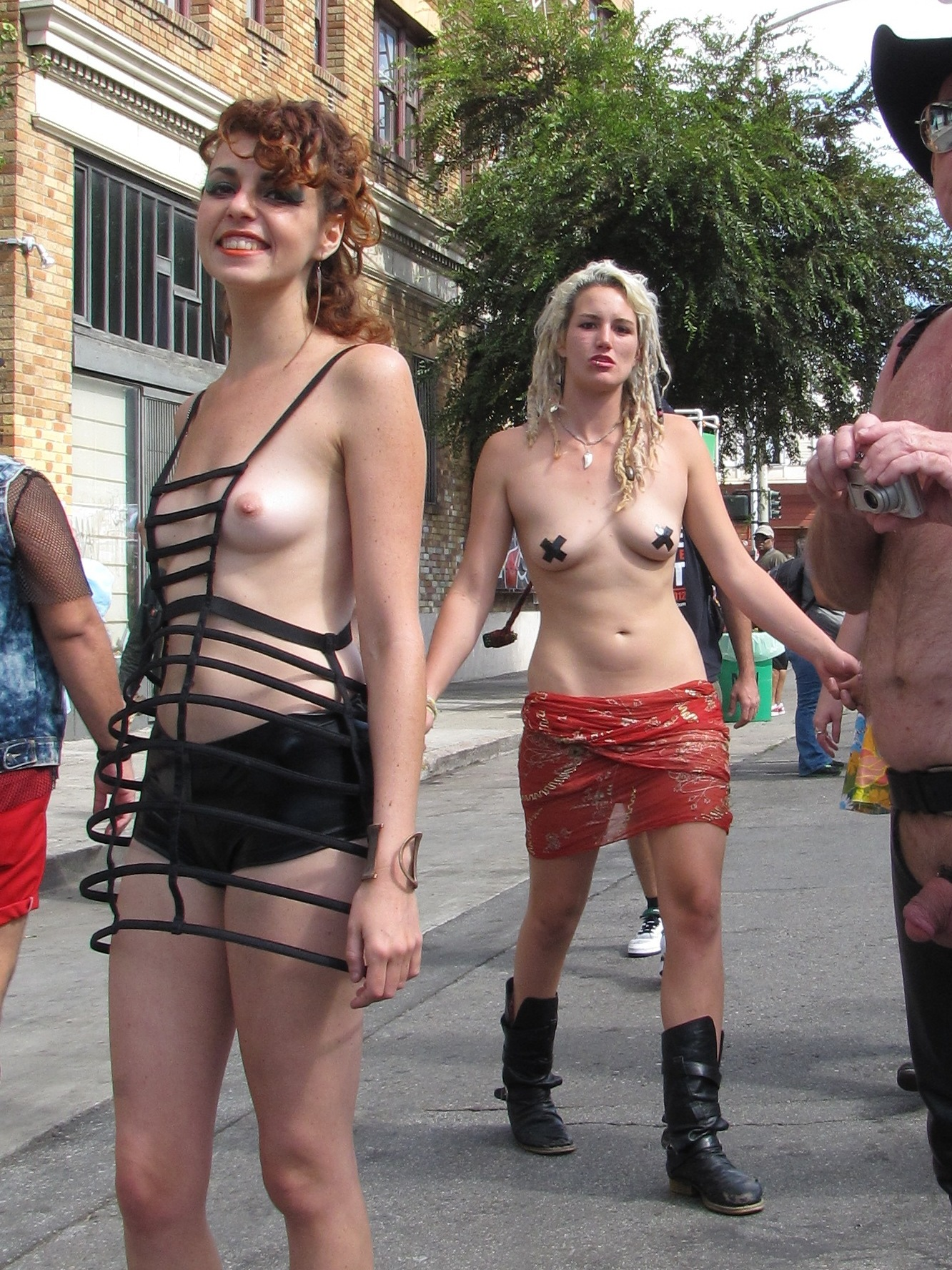
2013
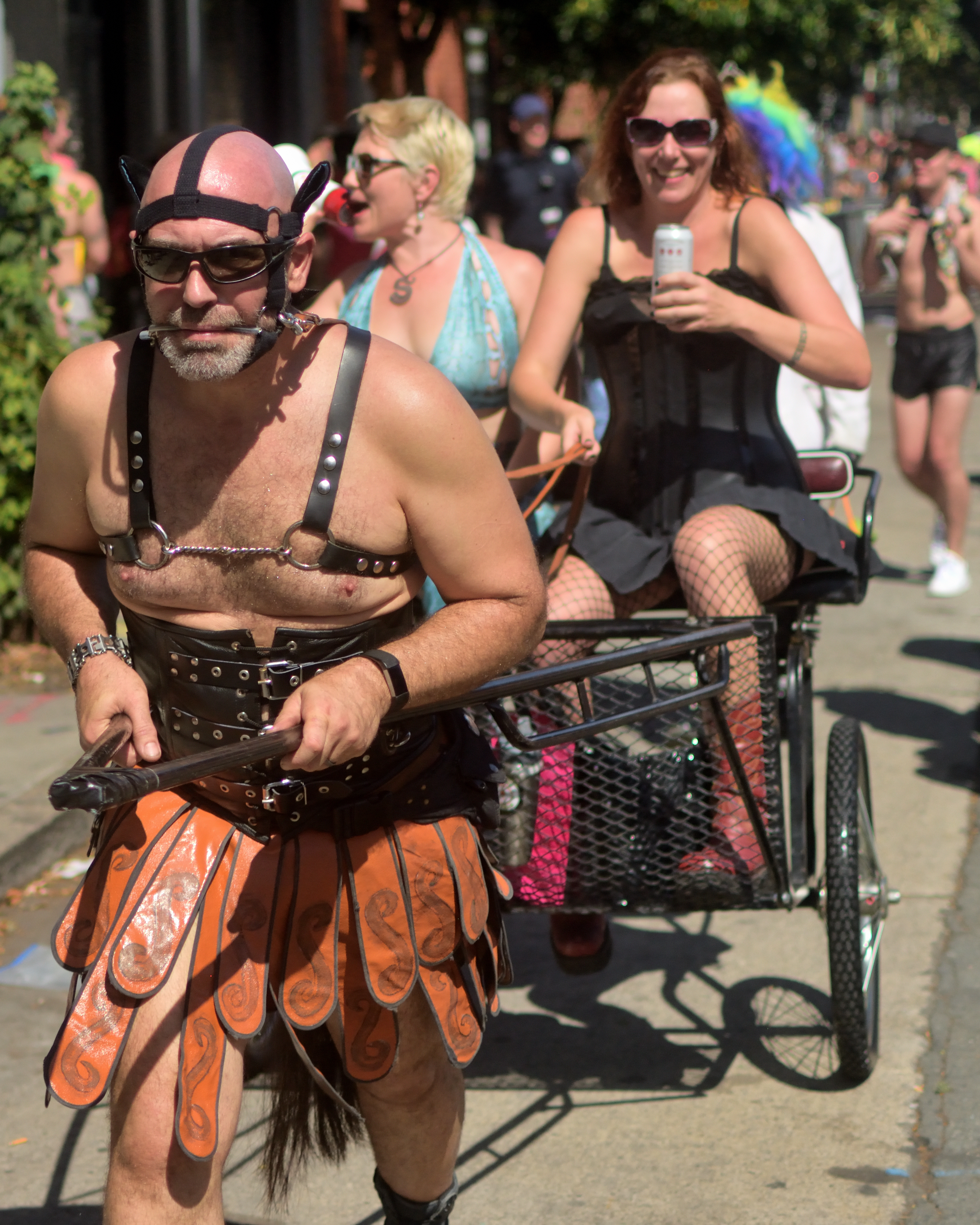
2017
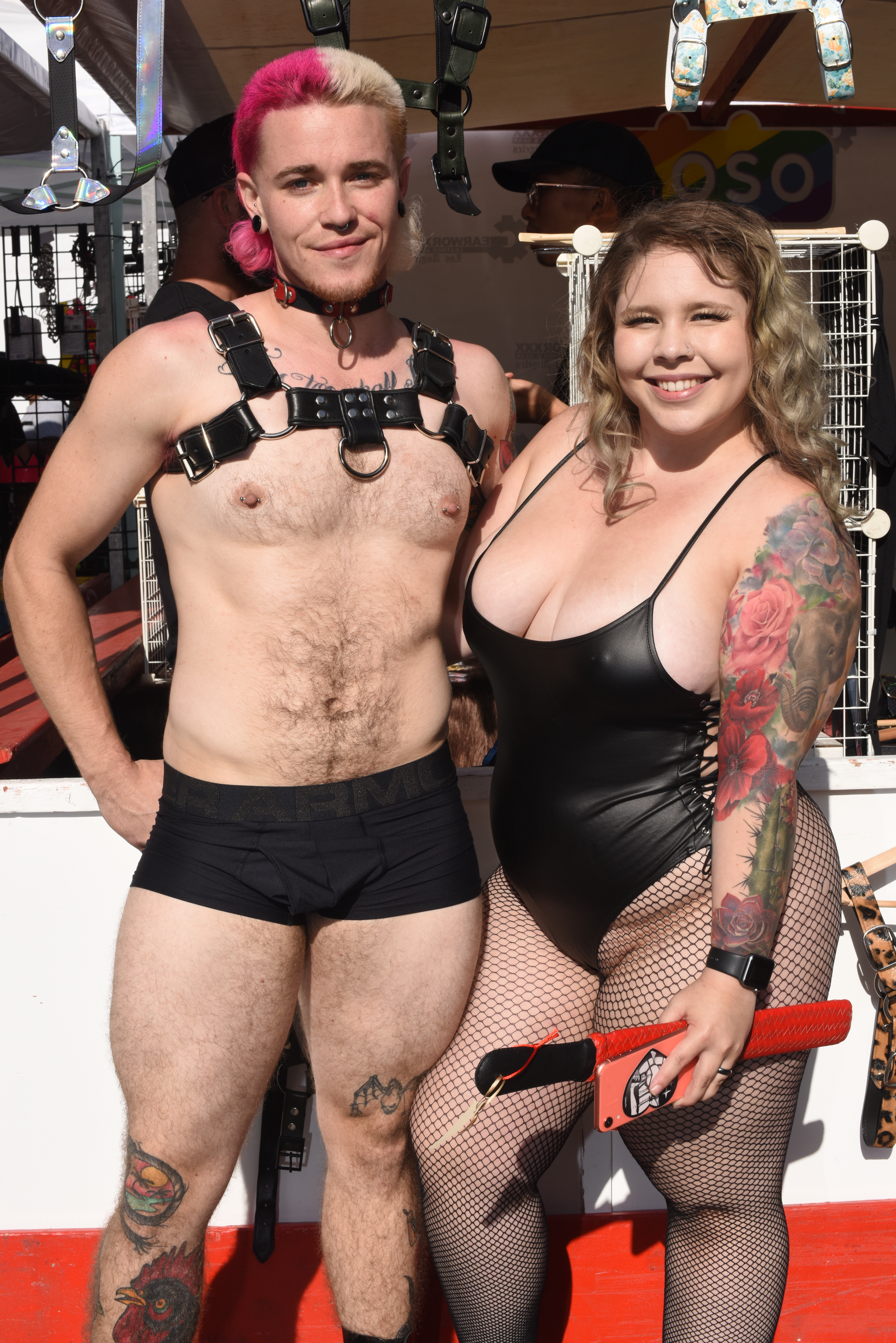
2019